# Ана Аслан
Ана-Василикия Аслан (1 януари 1897 - 20 май 1988) е румънска биоложка и лекарка, действителна членка на Румънската академия.

## Образование
Родена е в Браила, Кралство Румъния през 1897 г. като последното от четирите деца в семейството на търговеца Маргарит и София Аслан. На 13-годишна възраст Ана губи баща си, след чиято смърт семейството се премества в Букурещ, където тя завършва средно образование през 1915 г. Въпреки че медицинската професия не е популярна сред жените, Ана Аслан следва в Медицинския факултет на Букурещкия университет от 1915 до 1922 година. По време на обучението си, тя се грижи за войници като медицинска сестра по време на Първата световна война.

## Научна работа
След като завършва медицинското си образование през 1922 г., Ана започва работа с Даниел Даниелополу, който ръководи докторската й дисертация на тема за вазомоторната регулация в областта на физиологията на сърдечно-съдовата система. През 1924 г. тя получава докторска степен и фокусира научния си интерес върху процесите на стареене в човешкия организъм. Докато експериментира върху ефектите, които прокаинът има върху артрита, Аслан провежда тригодишно проучване и разработва лекарство, наречено Gerovital H3 (procaine hydrochloride), което тя предписа за ревиталзиране и забавяне на ефектите от стареенето. Този „извор на младостта“ е посрещнат скептично в научните среди, поради което Аслан започва изследователско проучване, за да докаже резултатите си. За период от две години са взети кръвни проби от 15 000 души, като някои от тях са получавали Gerovital, а други са получавали плацебо. Според оповестените резултати 40% от хората, приемали Gerovital, са ползвали по-малко дни на служебен отпуск, а смъртността от грипната епидемия е била 13% при пациентите на плацебо, докато е била само 2,7% при пациентите, приемали лекарството.
От 1945 г. Ана Аслан е професор по ендокринология в на новооснования Медицински университет „Виктор Бабеш“ в Тимишоара. През 1949 г. професор Аслан е назначена за ръководител на отдела по физиология към Института по ендокринология в Букурещ.

## Козметични линии
Ана Аслан патентова два козметични продукта - лосион за коса и крем Gerovital H3, възлагайки производството им на компанията Farmec и Miraj. В следващите години двете компании разнообразяват гамата си от козметични продукти и традиционният прокаин хидрохлорид е елиминиран от формулата. 
През 1976 г. с фармацевтът Елена Половрагеану разработва друго лекарство на име Aslavital, което е подобно на Gerovital, целящо да забави процеса на стареене на кожата. Днес Gerovital е позволен за перорална или мускулно приложение в Румъния и Европейския съюз, като е разпространяван от Зентива (Чехия) В САЩ медикаментът не се разпространява, тъй като Агенцията по храните и лекарствата възприема Gerovital като „неутвърден нов препарат“.

## Научен принос
Ана Аслан е смятана за пионер, след като основава Института по гериатрия в Букурещ и организира Румънското дружество по геронтология и гериатрия - първото в света, което насочва своите изследвания към клинични, експериментални и социални изследвания в областта на стареенето, разработва терапевтична стратегия за предотвратяване на процеса на стареене и организира национална здравна мрежа за превенция на стареенето. Ана Аслан базира практиката си в Отопени, а с медикаментите ѝ се лекуват редица известни политици и знаменитости по света, включително Джон Ф. Кенеди, Елизабет Тейлър, Йосип Броз Тито, Хо Ши Мин и Чарли Чаплин. 

## Награди
Ана Аслан получава редица международни отличия за своята изследователска дейност:
- Член на Международната академия на науките в Мюнхен и първи съпредседател.
- „Кръст за заслуги“ - първи клас от Ордена за заслуги, Германия, 1971 г.
- Награда Cavalier de la Nouvelle Europe, Италия, 1973 г.
- „Почетен чуждестранен гражданин и почетен професор на науките“, Филипини, 1978 г.
- Диплом на „Член Хонорис Кауза“ на Бохемо-словашкото дружество по геронтология, 1981 г.
- Награда „Леон Бернар“ на Световната здравна организация, номинирана от Николае Чаушеску за принос в развитието на геронтологията и гериатрията, 1982 г.

Ана Аслан умира на 19 май 1988 г. на 91-годишна възраст, само няколко дни преди началото на Международния конгрес по геронтология, който тя трябва да председателства. Смъртта й се дължи на сърдечни усложнения след операция за карцином на ректума.